# مغامرة الرجال الراقصين
مغامرة الرجال الراقصين (بالإنجليزية: The Adventure of the Dancing Men)‏ واحدة من 56 قصة قصيرة من قصص شيرلوك هولمز التي قام بكتابتها السير آرثر كونان دويل. وتعد واحدة من 13 قصة قصير من سلسلة عودة شيرلوك هولمز. نشر مغامرة الرجال الراقصين بشكل منفرد في عام 1903.

## الترجمة العربية
مغامرة الرجال الراقصين، مؤسسة هنداوي، ترجمة إسلام سميح الردان ومراجعة نرية محمد صبري.